# رون روبنسون
رون روبنسون (بالإنجليزية: Ron Robinson)‏ هو لاعب كرة قاعدة أمريكي، ولد في 24 مارس 1962 في إكسيتير في الولايات المتحدة.

## وصلات خارجية
- رون روبنسون على موقعبيزبول رفرنس.كوم (الدوري الرئيسي) (الإنجليزية)
- رون روبنسون على موقعبيزبول رفرنس.كوم (الدوري الثانوي) (الإنجليزية)